# رضا حیدری
رضا حیدری (زادهٔ ۲۵ مه ۱۹۹۱) یک بازیکن فوتبال اهل ایران است.